# Comuna de Szczekociny
Szczekociny (polaco: Gmina Szczekociny) é uma gminy (comuna) na Polónia, na voivodia de Santa Cruz e no condado de Zawierciański. A sede do condado é a cidade de Szczekociny.
De acordo com os censos de 2004, a comuna tem 8467 habitantes, com uma densidade 62,2 hab/km².

## Área
Estende-se por uma área de 136,09 km², incluindo:
- área agricola: 67%
- área florestal: 22%

## Demografia
Dados de 30 de Junho 2004:
|                      | Total   | Total | Mulheres | Mulheres | Homens  | Homens |
| -------------------- | ------- | ----- | -------- | -------- | ------- | ------ |
|                      | pessoas | %     | pessoas  | %        | pessoas | %      |
| População            | 8467    | 100   | 4242     | 50,1     | 4225    | 49,9   |
| Densidade (pop./km²) | 62,2    | 100   | 31,2     | 31,2     | 31      | 31     |

De acordo com dados de 2002, o rendimento médio per capita ascendia a 1423,39 zł.

## Subdivisões
- Bonowice, Bógdał, Brzostek, Chałupki, Drużykowa, Goleniowy, Grabiec, Gustawów, Małachów, Ołudza, Przyłęk, Rędziny, Rokitno, Siedliska, Starzyny, Szyszki, Tęgobórz, Wólka Ołudzka, Wólka Starzyńska.

## Comunas vizinhas
- Irządze, Koniecpol, Kroczyce, Lelów, Moskorzew, Pilica, Radków, Secemin, Słupia, Żarnowiec